# Línea Broadway

Los servicios que usan la línea BMT Broadway sobre Midtown y el centro han sido coloreados en amarillo desde 1979.

La línea Broadway es una línea de metro de la División B del metro de la ciudad de Nueva York en Manhattan, ciudad de Nueva York, Estados Unidos. Al 2007, la línea es operada por cuatro servicios, todas coloreadas en amarillo: los servicios N y Q en las vías expresas y los servicios R y W en las vías locales. La línea es a menudo referida como la "N y R", ya que esos eran los únicos servicios en la línea durante los largos años que las vías del puente de Manhattan estaban clausuradas para su reconstrucción. La línea Broadway fue construida para dar acceso a la Compañía de Tránsito Rápido de Brooklyn (después conocida como Brooklyn-Manhattan Transit Corporation) hacia Midtown Manhattan. Actualmente la línea Broadway consiste principalmente de vagones modelos R160B, R68, R68A, y R46. También consiste de modelos R32 y R40 al igual que algunos vagones R40M y R160A.
La línea se llama así porque pasa bajo Broadway entre la calle Vasey y la Séptima Avenida (Times Square). También pasa bajo la calle Vesey, Calle Whitehall, Trinity Place, y la Calle Church en el Bajo Manhattan, y la Séptima Avenida, Calle 59, y la Calle 60 en Midtown. Las vías locales se extienden por toda la línea entre los dos túneles de East River: el túnel de la Calle Montague hacia la lInea de la Cuarta Avenida en Brooklyn y el túnel de la Calle 60 hacia la línea Astoria y la conexión del túnel de la Calle 60 en Queens. Las vías expresas centrales se encuentran entre la Calle Canal y la Calle 57, girando en la Calle Canal pasando por las vías sur del puente de Manhattan, y continuando al norte y este bajo el Central Park como la línea de la Calle 63 BMT (actualmente sin usar, pero hay planes para conectarla con la línea de la Segunda Avenida). Al norte de la Calle Delancey la línea Broadway era la única salida de Manhattan para las líneas BMT de Brooklyn hasta 1967, cuando la mayoría de la línea Brighton y los trenes de la línea West End fueron movidos hacia la línea de la Sexta Avenida vía la nueva conexión de la Calle Chrystie.

## Cobertura y servicio
La línea Broadway empieza en el túnel de la Calle 60 desde Queens. Opera al oeste bajo la Calle 60 como una línea de dos vías, con estaciones en la Avenida Lexington–Calle 59 y la Quinta Avenida/Calle 59. Después gira en la Séptima Avenida en las vías locales de la Calle 57. Este segmento de la línea es operado por los trenes N y W de la línea Astoria y los servicios R de la línea Queens Boulevard.
En la estación de la Calle 57, la línea se une con dos vías locales que entran en la estación del norte vía la línea de la Calle 63 BMT. En el presente no hay ningún horario para el servicio de la línea de la Calle 63 BMT. la línea de la Calle 63 BMT operará bajo los servicios de los trenes Q a lo largo de la Calle 63 hasta la nueva línea de la Segunda Avenida. Las vías expresas de la Calle 57 son usados como una terminal para los trenes del servicio Q.
La línea Broadway avanza como una línea de cuatro vías bajo la Séptima Avenida a su intersección con Broadway, y después continua bajo Broadway hasta el norte de la Calle Canal, donde las vías expresas de los servicios N y Q son reducidos al girar al este dentro de la estación de la Calle Canal (antes como Broadway) de la línea del puente Broadway.
Inmediatamente de que la línea pasa por la Calle Canal, las vías se reanudan otra vez y sirven como vías de almacenamiento, sin pasar por la estación local de la Calle Canal terminando en el nivel inferior del A. Las vías locales continúan al sur como una línea de dos vías hacia la estación de la Calle Whitehall–South Ferry. La Calle Whitehall–South Ferry es una estación de dos vías y dos andenes, con las vías centrales puestas como vías para terminal, usadas como la terminal del extremo sur de los trenes W. Un par de cabezas acampanadas están aquí, permitiendo una conexión a un túnel que nunca se construyó al sur del túnel de la Calle 63. Había sido propuesta como propuesta para ser usada con el Proyecto del bajo Manhattan-Jamaica/JFK Transportation, conectándola con la estación de la Calle Court (New York Transit Museum) en Brooklyn.
La línea Broadway después gira al oeste con los trenes del servicio R hacia un cruce con la línea de la Calle Nassau y después entra en el túnel de la Calle Montague hacia Brooklyn.

## Historia
La Comisión del Servicio Público adoptó el plan para la ruta conocida como Broadway–Avenida Lexington el 31 de diciembre de 1907. Esta ruta empezó a operar en the Battery y operaba por la Calle Greenwich, Calle Vesey, Broadway hacia la Novena Calle, propiedad privada hacia Irving Place, y la Avenida Lexington hacia el río Harlem. Después de cruzar el río Harlem dentro de el Bronx, la ruta se divide en la Avenida Park y la Calle 138, con un ramal continuando al norte, a lo largo de la Avenida Jerome hacia el Cementerio Woodlawn, dirigiéndose al este y al noreste a lo largo de la Calle 138, Southern Boulevard, y la Avenida Westchester hacia Pelham Bay Park. A principios de 1908, el plan Tri-borough fue formado, combinando esta ruta con el enlace de la Calle Centre en construcción en Manhattan y la lInea de la Cuarta Avenida en Brooklyn, la línea de la Calle Canal desde el metro de la Cuarta Avenida vía el puente de Manhattan hacia el río Hudson, y otras líneas en Brooklyn.

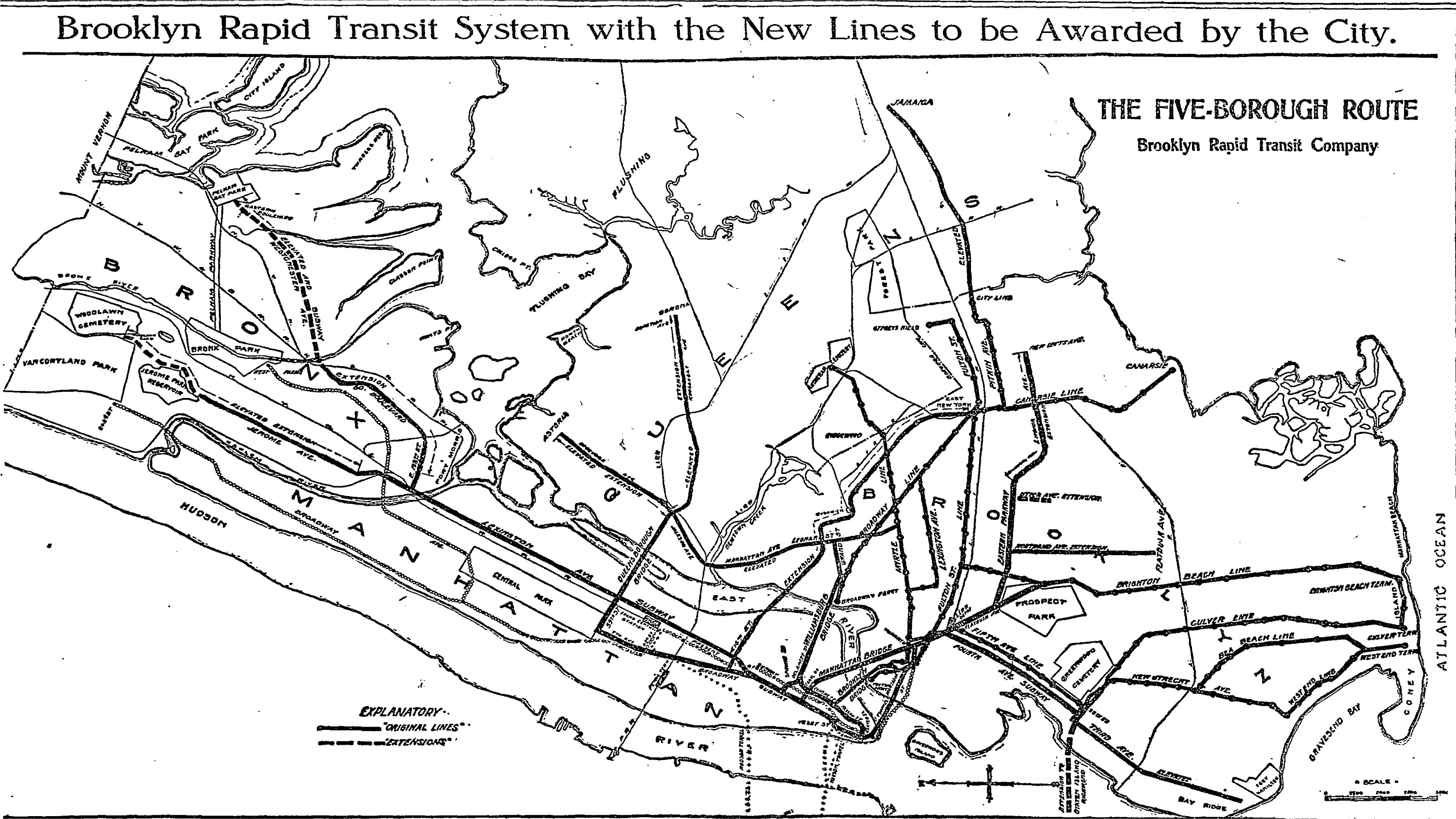
La propuesta BRT.

La Compañía de Tránsito Rápido de Brooklin presentó una propuesta a la comisión, con fecha del 2 de marzo de 1911, para operar en el sistema Tri-borough (pero bajo la Calle Church en vez de la Calle Greenwich), al igual que un ramal a lo largo de Broadway, Séptima Avenida, y la Calle 59 desde la Novena Calle al norte y este hacia el puente Queensboro; el metro de la calle Canal tenía planeado en unirse con la línea Broadway en vez de continuar en el río Hudson. La ciudad, la BRT, y la IRT (operado por el primer metro y cuatro líneas elevadas en Manhattan) llegaron a un acuerdo, y enviaron un reporte al Junta de Estimación el 5 de junio de 1911. La línea a lo largo de Broadway hacia la Calle 59 fue asignada al BRT, mientras que la IRT obtuvo la línea de la Avenida Lexington, conectándola con sus existentes rutas de la Calle 42–Grand Central. La construcción empezó en la Avenida Lexington el 31 de julio, y en Broadway inició el siguiente año. El Contrato Dual, dos contratos operativos entre la ciudad y la BMT Y IRT, fueron adoptados el 4 de marzo de 1913.
Debido a la historia tan complicada, la línea Broadway incluye varios remanentes de los primeros planes. La línea fue construida como cuatro vías al sur del Ayuntamiento, donde las vías locales debían terminar en los niveles superiores, y las vías expresas pasarían por el nivel inferior, girando sobre la Calle Vesey dentro de la Calle Church. Sin embargo, el plan final tenía las vías expresas divididas en la Calle Canal y pasando bajo las vías locales en sentido norte del puente de Manhattan. El túnel al sur del Ayuntamiento fue construido para pasar las vías superiores al nivel inferior al norte de la Calle Vesey, y el nivel inferior del Ayuntamiento nunca fue usado para pasajeros.

## Lista de estaciones
| Leyenda de la estación de servicio                       | Leyenda de la estación de servicio                       |
| -------------------------------------------------------- | -------------------------------------------------------- |
| Hace paradas todo el tiempo                              | Paradas todo el tiempo                                   |
| Hace paradas todo el tiempo                              | Paradas todo el tiempo excepto a altas horas de la noche |
| Hace paradas sólo en la noche                            | Paradas sólo en la noche                                 |
| Hace paradas en las noches y días de semanas             | Paradas sólo en la noche y fin de semanas                |
| Hace paradas sólo los días de semana                     | Paradas en días de semana                                |
| Hace paradas sólo en horas pico                          | Paradas sólo en horas pico                               |
| Hace paradas en horas pico en direcciones congestionadas | Paradas horas pico o vías congestionadas                 |
| Detalles del periodo de tiempo                           |                                                          |

| Acceso para discapacitados | Estación | Vías | Servicios | Apertura | Transferencias y notas |
| empieza como convergencia de la línea Astoria (N W ) y la conexión del túnel de la Calle 60 (R ) y pasa sobre el túnel de la Calle 60 | empieza como convergencia de la línea Astoria (N W ) y la conexión del túnel de la Calle 60 (R ) y pasa sobre el túnel de la Calle 60 | empieza como convergencia de la línea Astoria (N W ) y la conexión del túnel de la Calle 60 (R ) y pasa sobre el túnel de la Calle 60 | empieza como convergencia de la línea Astoria (N W ) y la conexión del túnel de la Calle 60 (R ) y pasa sobre el túnel de la Calle 60 | empieza como convergencia de la línea Astoria (N W ) y la conexión del túnel de la Calle 60 (R ) y pasa sobre el túnel de la Calle 60 | empieza como convergencia de la línea Astoria (N W ) y la conexión del túnel de la Calle 60 (R ) y pasa sobre el túnel de la Calle 60                                                                       |
| --- | --- | --- | --- | --- | --- |
| | Avenida Lexington/Calle 59 | local | N Q R W de lunes a viernes | 1 de septiembre de 1919 | 4 5 6 <6> (línea de la Avenida Lexington) Roosevelt Island Tramway |
| | Quinta Avenida/Calle 59 | local | N Q R W de lunes a viernes | 1 de septiembre de 1919 | |
| las vías expresas empiezan desde la línea de la Calle 63 BMT (Q N )                                                                   | | | | | |
| | Calle 57 | ambas | N Q R W | 10 de julio de 1919 | |
| * | Calle 49 | local | N Q R | 10 de julio de 1919[cita requerida]                                                                                                   | |
| Acceso para discapacitados | Times Square–Calle 42 | ambas | N Q R W | 5 de enero de 1918 | 1 2 3 (línea de la Séptima Avenida y Broadway) 7 <7> (línea Flushing) S (IRT 42nd Street Shuttle) A C E (línea de la Octava Avenida en la Calle 42–Port Authority Bus Terminal) Port Authority Bus Terminal |
| Acceso para discapacitados | Calle 34–Herald Square | ambas | N Q R W | 5 de enero de 1918 | B D F M (línea de la Sexta Avenida) PATH en la Calle 33 |
| | Calle 28 | local | N R | 5 de enero de 1918 | |
| | 23rd Street | local | N R | 5 de enero de 1918 | |
| Acceso para discapacitados | Calle 14–Union Square | ambas | N Q R W | 4 de septiembre de 1917 | 4 6 <6> (línea de la Avenida Lexington) L (línea Canarsie) |
| | Octava Calle–NYU | local | N R | 4 de septiembre de 1917 | |
| | Calle Prince | local | N R | 4 de septiembre de 1917 | |
| | Calle Canal | ambas | N Q R W | 4 de septiembre de 1917 (express) 5 de enero de 1918 (local)                                                                          | 4 5 6 <6> (línea de la Avenida Lexington) J Z (línea de la Calle Nassau) La estación expresa originalmente conocida como Broadway                                                                           |
| Los trenes expresos continúan hacia Brooklyn vía las vías sur del puente de Manhattan (N Q )                                          | | | | | |
| | City Hall | local | N R | 5 de enero de 1918 | |
| * | Cortlandt Street | local | N R | 5 de enero de 1918 | Estación cerrada durante construcción |
| | Calle Rector | local | N R | 5 de enero de 1918 | |
| | Calle Whitehall–South Ferry | ambas | N R | 20 de septiembre de 1918[cita requerida]                                                                                              | Staten Island Ferry |
| se converge con la línea de la Calle Nassau (Servicio no regular)                                                                     | | | | | |
| continua hacia Brooklyn vía el túnel de la Calle Montague y se convierte en la línea de la Cuarta Avenida (N R )                      | | | | | |

- *La calle 49 es accesible solo en sentido norte; la calle Cortlandt es accesible solo en sentido sur